# Tuojiangosaurus
Tuojiangosaurus war eine Dinosauriergattung aus der Gruppe der Stegosauria. Er lebte im frühen Oberjura in Ostasien.

## Merkmale

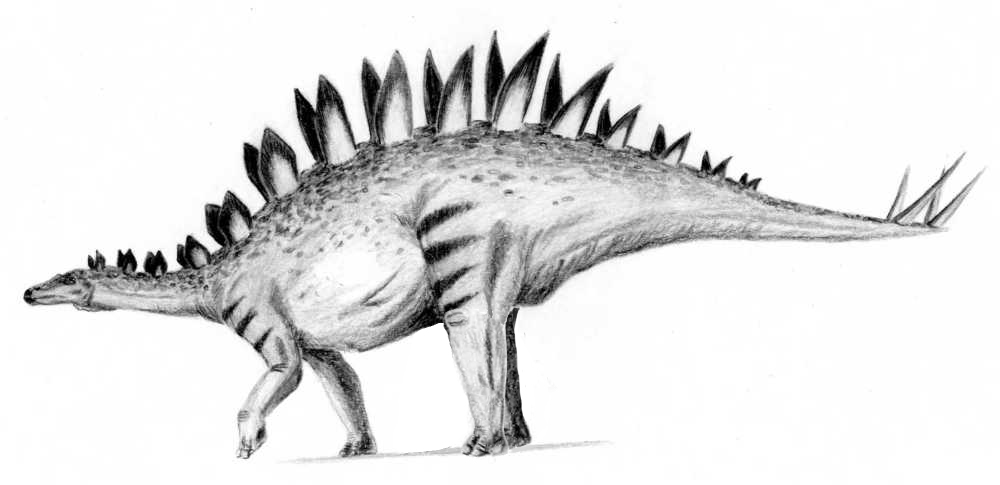
Zeichnerische Darstellung von Tuojiangosaurus

Tuojiangosaurus erreichte eine Länge von sieben Metern und war damit ein mittelgroßer Stegosaurier. Wie alle Vertreter dieser Gruppe trug er auf seinem Rücken und am Schwanz eine Doppelreihe von Knochenplatten (Osteodermen). Es waren 17 Plattenpaare, die am Nacken und auf der vorderen Hälfte des Rumpfes noch rundlich und plattenförmig, auf der hinteren Hälfte des Rumpfes und am Schwanz jedoch dreieckig und stachelförmig gebaut waren. Die Platten auf der Höhe des Beckens waren mit bis zu 75 Zentimetern Länge die größten, während sie zum Schwanz hin wieder kleiner wurden. Die Funktion dieser Platten ist nicht restlos geklärt, diskutiert werden die Feindabwehr, das Balzverhalten, die Thermoregulation oder eine Kombination dieser Aufgaben.
An der Schwanzspitze trug Tuojiangosaurus ein oder zwei Paare spitzer Stacheln, die der Feindabwehr dienten, ebenso wie zwei Stacheln in der Schulterregion.
Wie bei den meisten Stegosauriern waren sowohl Vorder- wie auch Hinterbeine sehr kräftig, und die hinteren Gliedmaßen deutlich länger als die vorderen. Dadurch war der Kopf sehr nahe am Boden positioniert.
Der Schädel war ausgesprochen flach und langgestreckt, die Schnauzenspitze war wie bei den meisten Stegosauriern zahnlos. Auffallend ist die hohe Anzahl der Zähne. Diese waren wie bei allen Stegosauriern klein und annähernd dreieckig und an eine pflanzliche Ernährung angepasst.

## Entdeckung und Benennung
Fossile Überreste von Tuojiangosaurus wurden in den 1970er-Jahren in der Shaximiao-Formation in der chinesischen Provinz Sichuan gefunden und von Dong Zhiming et al. beschrieben. (In der gleichen Formation wurden auch andere Stegosauria wie Huayangosaurus und Chungkingosaurus gefunden.) Der Name leitet sich vom Fluss Tuo Jiang, einem Nebenfluss des Jangtsekiang in Sichuan, ab. Einzige beschriebene Art und somit Typusart ist T. multispinus.
Die Funde werden in den Oberjura (Oxfordium) und auf ein Alter von 163 bis 157 Millionen Jahre datiert.